# Pedicia cubitalis
Pedicia cubitalis är en tvåvingeart som beskrevs av Alexander 1933. Pedicia cubitalis ingår i släktet Pedicia och familjen hårögonharkrankar. Inga underarter finns listade i Catalogue of Life.